# Frankenroda
Frankenroda är en kommun och ort i Wartburgkreis i förbundslandet Thüringen i Tyskland.
Kommunen ingår i förvaltningsgemenskapen Hainich-Werratal tillsammans med kommunerna Berka vor dem Hainich, Amt Creuzburg, Bischofroda, Hallungen, Krauthausen, Lauterbach och Nazza.